# Les 50 cm3 de Grands Prix motocyclistes de vitesse

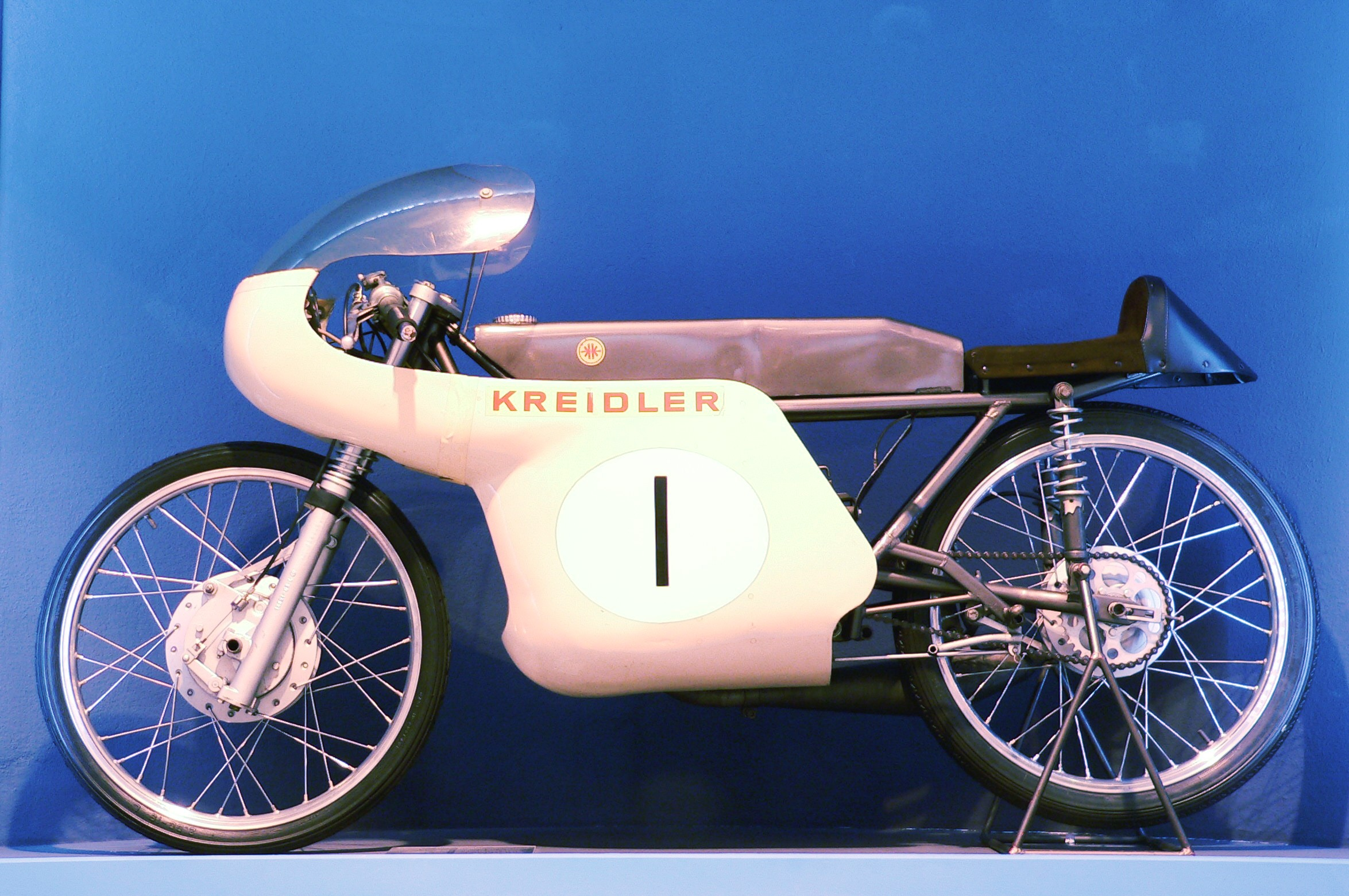
1963 50 cm3 Kreidler Renn-Florett

La catégorie 50 cm3 était la catégorie ultra-légère des courses de motos de Grand Prix de vitesse, et a fait partie des Championnats du Monde de la Fédération Internationale de Motocyclisme (FIM) de 1962 à 1983 ; elle a ensuite été remplacée par les 80 cm3 . 

## Histoire et évolution de la catégorie
Le coût relativement bas et la disponibilité croissante des motos de 50 cm3 dans l'après-guerre ont engendré un certain nombre de course sur route de club de cette cylindrée au début des années 1950. Les premiers événements ayant eu lieu en Italie et au Royaume-Uni. Le potentiel de cette catégorie à fournir des courses divertissantes mais abordables a été rapidement reconnu par plusieurs championnats nationaux et en 1961, la FIM a mis en place la Coupe d'Europe, une série de courses internationales pour des machines de 50 cm3, chacune avec une durée minimale et courues suivant les règles et règlements des Grand Prix. La catégorie a attiré divers concurrents, mais était dominée par l'équipe d'usine Kreidler. Basées sur le cyclomoteur de route Kreidler Florett standard, les Kreidler Renn-Florett monocylindres étaient dotés d'un cadre léger, d'une culasse et d'un cylindre spéciaux, de deux carburateurs Bing de 16 mm alimentant le moteur par disques rotatifs et d'une suspension et de freins améliorés. À la fin de la saison, avec l'ajout d'un carénage rudimentaire et l'augmentation de la taille des carburateurs à 17 mm, les motos deux temps quatre vitesses de 9 ch (6,7 kW) pouvaient dépasser les 136 km/h. 

## La Coupe d'Europe 1961
| Rond      | 1                    | 2                    | 3                           | 4                          | 5                    | 6                    | 7                           | 8                                        |
| --------- | -------------------- | -------------------- | --------------------------- | -------------------------- | -------------------- | -------------------- | --------------------------- | ---------------------------------------- |
| Date      | 30 avril             | 7 mai                | 14 mai                      | 4 juin                     | 9 juillet            | 20 août              | 16 septembre                | 15 octobre                               |
| Lieu      | Circuit de Mouscron  | St Wendel Sarre      | Hockenheimring              | Zolder                     | Opatija              | Zandvoort            | Circuit Du Heysel Bruxelles | Zaragosa                                 |
| Événement | 3me Prix De Mouscron |                      | Grand Prix moto d'Allemagne | 3 moi Prijs Zolder-Centrum |                      |                      |                             | X Premio Internacional Fiestas del Pilar |
| Vainqueur | Pierrot Vervroegen   | Hans-Georg Anscheidt | Miro Zelnik                 | Hans-Georg Anscheidt       | Hans-Georg Anscheidt | Hans-Georg Anscheidt | Wolfgang Gedlich            | Cesar Gracia                             |
| Machine   | Itom                 | Kreidler             | Tomos D5                    | Kreidler                   | Kreidler             | Kreidler             | Kreidler                    | Ducson                                   |

## Statut au championnat du monde
Voir 1962, la saison, 1963, la saison, 1964, la saison, 1965, la saison, 1966, la saison, 1967, la saison
En 1962, après le succès de la Coupe d'Europe, a donné le statut de Championnat du Monde 50 cm3 à cette catégorie. En plus des usines européennes comme Kreidler et Tomos, ce nouveau statut a attiré les constructeurs japonais avec les équipes d'usine Honda et Suzuki L'usine espagnole Derbi a également engagé une machine d'usine pour le seul Grand Prix d'Espagne. 
Les Kreidler étaient désormais équipés de trois vitesses surmultipliées commandées par poignée tournante qui, couplées à la boîte de vitesses standard à quatre vitesses donnaient douze vitesses pour aider à maintenir le moteur à sa puissance maximale. Le développement du moteur a également porté la puissance à 10 ch / 7 kW à 11 000 tr/min. Le développement de Kreidlers sera cependant entravé par l'insistance de l'usine à ce que les machines de course restent fondamentalement basés sur leurs machines standard de route. Suzuki et Honda ne connaissaient pas de telles limitations. 
L'implication de Honda dans les moteurs à quatre temps remonte à 1951 avec le lancement de son Dream E-Type. 

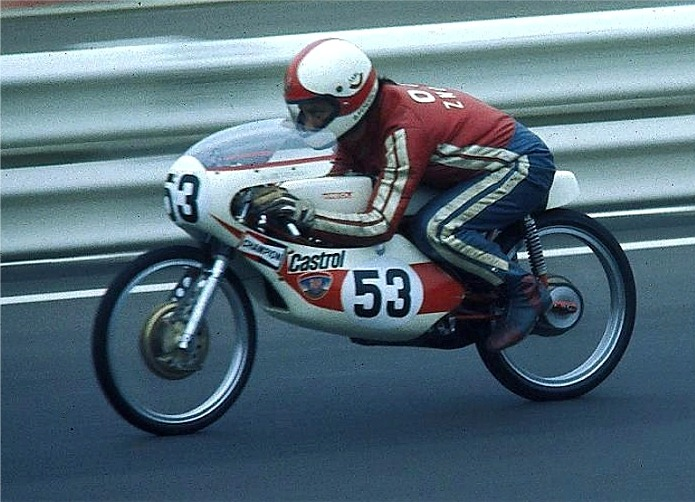
Bedrich Fendrich s'entraînant pour le GP d'Allemagne 1976 sur son Kreidler

Avant cela, toutes les motos Honda étaient des deux temps. Le changement et l'engagement à long terme sur la technologie quatre temps plus sophistiquée sont venus directement du fondateur Soichiro Honda ou indirectement sous la pression du directeur général Takeo Fujisawa, qui aurait été consterné par le bruit et la fumée des moteurs deux temps de course et les contraintes supplémentaires que les clients de Honda ont dû subir en devant mélanger l'huile avec leur carburant. Honda a commencé sa première saison GP de 50 cm3 avec la RC110, annoncée au salon automobile japonais en 1961. Propulsé par un moteur monocylindre à quatre soupapes et double arbre à cames en tête commandés par engrenages il fournissait environ 9 ch / 7 kW à 14 000 tr/min. Il a été présenté avec une boîte à cinq vitesses, mais lors du premier GP (en Espagne), les machines étaient équipées d'un boîte à six vitesses. Malgré cela, elles ont été largement surclassés. Le pilote Tommy Robb a suggéré que plus de vitesses pourrait être la solution et il a été étonné de constater une semaine plus tard au GP de France que la boîte de vitesses avait maintenant à huit vitesses. Ce n'était pas encore suffisant pour compenser le manque relatif de puissance de la machine et trois semaines plus tard à l'île de Man TT, neuf rapports ont été montés et la limite de régime a augmenté à 17 000 tr/min avec une puissance atteignant maintenant environ 10 ch. Au cours de cette saison, la dénomination de la machine a été changée en RC111, mais les dossiers de Honda ne sont pas clairs quant au changement précis dans le développement que cela signifiait ou quand il a été utilisé. 
En revanche, l'équipe Suzuki était attachée à la technologie à deux temps et leur machine monocylindre RM62 comportait une alimentation à disque rotatif et une transmission à 8 vitesses et fournissait environ 10 ch / 7 kW à 12 000 tr/min. Ernst Degner, qui avait quitté l'équipe MZ d'Allemagne de l'Est pour Suzuki l'année précédente, a apporté avec lui les secrets du succès du réglage des deux temps de MZ, ce qui a sans aucun doute aidé lui et l'équipe Suzuki à remporter le premier championnat du monde de 50 cm3.

## Les Japonais se retirent
Après le retrait des firmes japonaises de la catégorie 50 cm3 fin 1968, des restrictions technologiques permettant des réductions de coût ont été introduites. Le pilote espagnol Angel Nieto s'est imposé, et entre 1969 et 1976, a remporté le championnat six fois. Sa lutte pendant toute la saison 1972 pour le titre de champion du monde avec le néerlandais Jan de Vries, est peut-être le championnat le plus disputé de toutes les formes de course motocycliste. À la fin de la saison, les deux coureurs étaient à égalité de points, de victoires et de deuxièmes places et le vainqueur du championnat a été déterminé en additionnant et en comparant les temps des six courses dans lesquelles les deux avaient été classés. Nieto a remporté le titre à 21½ secondes devant son rival. 

## Champions du Monde GP50cm3
| Année | Champion             | Pays               | Marque   | Deuxième             | Pays             | Marque    | Troisième            | Pays               | Marque   |
| ----- | -------------------- | ------------------ | -------- | -------------------- | ---------------- | --------- | -------------------- | ------------------ | -------- |
| 1962  | Ernst Degner         | Allemagne de l'Est | Suzuki   | Hans-Georg Anscheidt | Allemagne        | Kreidler  | Jan Huberts          | Pays-Bas           | Kreidler |
| 1963  | Hugh Anderson        | Nouvelle-Zélande   | Suzuki   | Hans-Georg Anscheidt | Allemagne        | Kreidler  | Ernst Degner         | Allemagne de l'Est | Suzuki   |
| 1964  | Hugh Anderson        | Nouvelle-Zélande   | Suzuki   | Ralph Bryans         | Irlande          | Honda     | Hans-Georg Anscheidt | Allemagne          | Kreidler |
| 1965  | Ralph Bryans         | Irlande            | Honda    | Hugh Anderson        | Nouvelle-Zélande | Suzuki    | Luigi Taveri         | Suisse             | Honda    |
| 1966  | Hans Georg Anscheidt | Allemagne          | Suzuki   | Ralph Bryans         | Irlande          | Honda     | Luigi Taveri         | Suisse             | Honda    |
| 1967  | Hans Georg Anscheidt | Allemagne          | Suzuki   | Yoshimi Katayama     | Japon            | Suzuki    | Stuart Graham        | Royaume-Uni        | Suzuki   |
| 1968  | Hans Georg Anscheidt | Allemagne          | Suzuki   | Paul Lodewijkx       | Pays-Bas         | Jamathi   | Barry Smith          | Australie          | Derbi    |
| 1969  | Angel Nieto          | Espagne            | Derbi    | Aalt Toersen         | Pays-Bas         | Kreidler  | Barry Smith          | Australie          | Derbi    |
| 1970  | Angel Nieto          | Espagne            | Derbi    | Aalt Toersen         | Pays-Bas         | Jamathi   | Rudolf Kunz          | Allemagne          | Kreidler |
| 1971  | Jan de Vries         | Pays-Bas           | Kreidler | Angel Nieto          | Espagne          | Derbi     | Jos Schurgers        | Pays-Bas           | Kreidler |
| 1972  | Angel Nieto          | Espagne            | Derbi    | Jan de Vries         | Pays-Bas         | Kreidler  | Theo Timmer          | Pays-Bas           | Jamathi  |
| 1973  | Jan de Vries         | Pays-Bas           | Kreidler | Bruno Kneubuhler     | Suisse           | Kreidler  | Theo Timmer          | Pays-Bas           | Jamathi  |
| 1974  | Henk van Kessel      | Pays-Bas           | Kreidler | Herbert Rittberger   | Allemagne        | Kreidler  | Julien van Zeebroeck | Belgique           | Kreidler |
| 1975  | Angel Nieto          | Espagne            | Kreidler | Eugenio Lazzarini    | Italie           | Piovatici | Julien van Zeebroeck | Belgique           | Kreidler |
| 1976  | Angel Nieto          | Espagne            | Bultaco  | Herbert Rittberger   | Allemagne        | Kreidler  | Ulrich Graf          | Suisse             | Kreidler |
| 1977  | Angel Nieto          | Espagne            | Bultaco  | Eugenio Lazzarini    | Italie           | Kreidler  | Ricardo Tormo        | Espagne            | Bultaco  |
| 1978  | Ricardo Tormo        | Espagne            | Bultaco  | Eugenio Lazzarini    | Italie           | Kreidler  | Patrick Plisson      | France             | ABF      |
| 1979  | Eugenio Lazzarini    | Italie             | Kreidler | Rolf Blatter         | Suisse           | Kreidler  | Patrick Plisson      | France             | ABF      |
| 1980  | Eugenio Lazzarini    | Italie             | Kreidler | Stefan Dörflinger    | Suisse           | Kreidler  | Hans Hummel          | Autriche           | Kreidler |
| 1981  | Ricardo Tormo        | Espagne            | Bultaco  | Theo Timmer          | Pays-Bas         | Bultaco   | Stefan Dörflinger    | Suisse             | Kreidler |
| 1982  | Stefan Dörflinger    | Suisse             | Krauser  | Eugenio Lazzarini    | Italie           | Garelli   | Claudio Lusuardi     | Italie             | Villa    |
| 1983  | Stefan Dörflinger    | Suisse             | Kreidler | Eugenio Lazzarini    | Italie           | Garelli   | Claudio Lusuardi     | Italie             | Villa    |